# المتحف الوطني للحواسيب
المتحف الوطني للحواسيب في بريطانيا، هو متحف للتقنيات الحاسوبية مكرس لجمع واستعادة أنظمة الحواسيب التاريخية. افتتح عام 2007 في بناء مستأجر في حديقة بلتشلي في ميلتون كينز، باكينغهامشير.
المبنى - بلوك H - هو أول مركز للكمبيوتر بني لهذا الغرض في العالم، استضاف ستة أجهزة كمبيوتر كولوسوس بنهاية الحرب العالمية الثانية.
يضم المتحف، (حاسوب كولسوس مارك 2) الذي أعيد بناؤه جنباً إلى جنب مع تقنيات تعود إلى حقبة الأربعينيات 1940 موضوعة في شكل معروضات، حيث يعتمد المتحف في معروضاته على الأجهزة التي ما زالت ضمن دائرة الخدمة.
على الرغم من وجود المتحف في حرم "بليتشلي بارك"، إلا إنه مؤسسة خيرية تقدم خدماتها بشكل مجاني. ولا يتلقى أي تمويل عام ويعتمد على منح الداعمين.
ويعمل المتحف مع أربع منظمات أخرى، في مجموعة تسمى "كوفارو"، لإنشاء الكلية الوطنية لأمن المعلومات [الإنجليزية] للطلاب الذين تتراوح أعمارهم بين 16 و19 عاما. ومن المقرر افتتاح المدرسة في عام 2018 في (بلوك G) التي تم تجديدها في عام 2017، بتمويل من مركز بليتشلي بارك للعلوم والابتكار.

## المعروضات
يعرض المتحف العديد من الأجهزة القديمة التي تعود إلى بداية عصر الحوسبة، بما في ذلك (كمبيوتر كولوسوس مارك 2) التي أعيد بناؤها بين عامي 1993 و2008 من قِبل فريق من المتطوعين بقيادة توني سيل،  ساعد هذا الحاسوب في فك الشيفرات الألمانية خلال الحرب العالمية الثانية،.

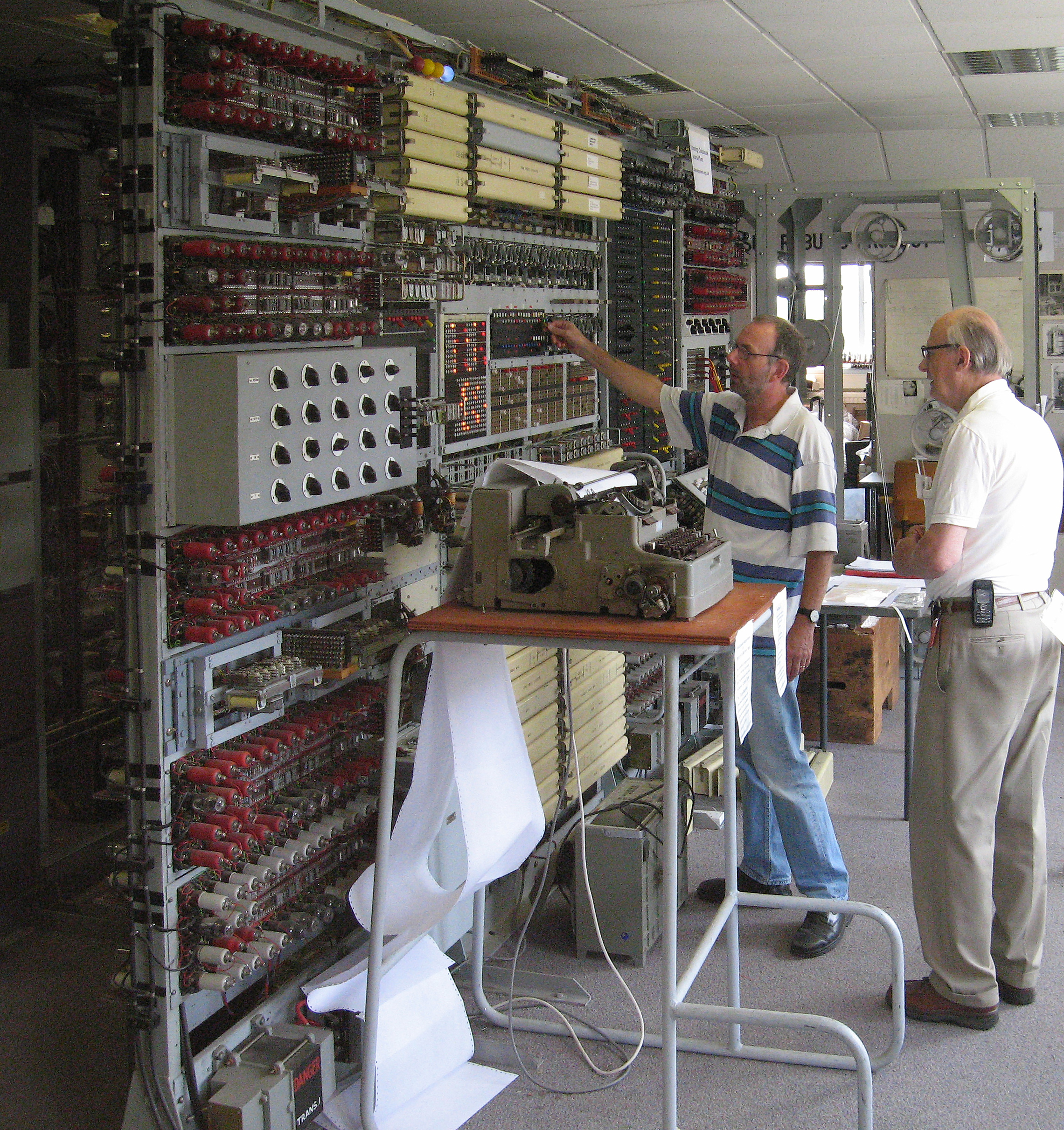
قام فريق بقيادة توني سيل بإعادة بناء الحاسوب في حديقة بليتشلي، وفي عام 2006، أشرف توني سيل على فك رسالة مشفرة بواسطة (كولوسوس مارك 2).

ويضم المتحف أيضا أقدم جهاز كمبيوتر يعمل في العالم (هارويل ديكاترون)، وآلات تعود لفترة الستينيات مثل حاسوب ماركوني ترانزستوريزد [الإنجليزية]، إليوت 803 [الإنجليزية] بالأضافة إلى نسخة 905، وأي سي أل 2900 [الإنجليزية]،
بالأضافة إلى مجموعة واسعة من الحواسيب التماثلية، ومعرض للحواسيب القديمة، والعديد من مشاريع الترميم مثل PDP-8 ونظام مراقبة الحركة الجوية PDP-11 الذي يشرف عليه مركز لندن للمراقبة الجوية [الإنجليزية] في غرب مدينة درايتون بلندن، وتشمل المعارض الأخرى في المتحف على آلات حاسبة ميكانيكية وإلكترونية، وزوج من أجهزة كمبيوتر سوبر كراي، ومعرض للحواسيب الشخصية، يمكن للزوار أيضا رؤية أعمال الترميم لحاسوب إدساك تحت إشراف جامعة كامبريدج (حيث ابتُدِأت أعمال الترميم في شباط 2017.)
وهناك أيضا جناح مخصص للنساء والأطفال يضم العديد من الحواسيب BBC الشخصية الصغيرة تستخدم لتعرف الزوار على طرق البرمجة وتاريخها، ويحوي أيضاً على معرض للوحات (تمثل تطور ألعاب الفيديو على مر الأزمنة)، يُعرض هذا إلى جانب مجموعة من أدوات العرض التي استخدمت في تلك الفترات التي وافقت تطور ألعاب الفيديو _ من فترة الستينيات إلى يومنا هذا.
كما افتتح معرض للإنترنت في نهاية عام 2009، برعاية المختبر الفيزيائي الوطني الذي تم فيه تطوير طرق نقل البيانات.
ويعرض أيضاً مجموعة من الشرائح الكهروميكانيكية، التي تشير إلى تاريخ تطور التقنيات قبل الحواسيب الرقمية.

## أوقات الدوام
يفتتح معرض كولوسوس أبوابه للزوار بشكل يومي ،
وتفتح باقي أقسام المتحف كل خميس وسبت وأحد بعد الظهر وفي أيام العطل الرسمية أيضاً، ويخصص يوم الثلاثاء بعد الظهر وصباح الخميس للجولات التعريفية على المتحف أي برفقة دليل أرشادي،
يفرض المتحف بعض الرسوم للدخول وتكون متواضعة بهدف المساعدة في تغطية النفقات العامة (بما في ذلك الإيجار).

## التمويل
يعتمد المتحف في تمويله على التبرعات ورسوم الدخول المتواضعة بشكل كامل، حيث تشمل قائمة المانحين على (شركاء بليتشلي بارك كابيتال، فوجيتسو، جوجل، CreateOnline، PGP Corporation، IBM، NPL، HP Labs، BCS، Black Marble وكلية المعلوماتية في جامعة هيرتفوردشاير.)
ويدار المتحف من قبل (جمعية حفظ التراث CHT)
.